# 弗賴爾島
弗賴爾島（英語：Friar Island）是南極洲的島嶼，屬於威廉群島中沃沃曼斯群島的一部分，處於曼斯帕爾島東北面，在1952年被繪入阿根廷地圖，現時由南極條約體系管理。